# HD46739
HD46739 — хімічно пекулярна зоря спектрального класу
A0 й має видиму зоряну величину в смузі V приблизно  9,3.

## Пекулярний хімічний вміст
Зоряна атмосфера HD46739 має підвищений вміст 
Si
.